# Heart Blanche
Heart Blanche è il quinto album in studio del cantante statunitense Cee Lo Green, pubblicato nel 2015.

## Tracce
1. Heart Blanche Intro – 1:22
2. Est. 1980'S – 3:31
3. Mother May I – 4:59
4. Working Class Heroes (Work) – 2:57
5. Tonight – 4:30
6. Robin Williams – 3:30
7. Sign of the Times – 3:00
8. CeeLo Green Sings the Blues – 4:07
9. Music to My Soul – 2:52
10. Race Against Time – 4:32
11. Better Late Than Never – 3:50
12. Smells Like Fire – 4:08
13. Purple Hearts (Soldier of Love) – 3:32
14. Thorns – 3:31
15. The Glory Games – 2:52